# Buick Encore
Le Buick Encore est un crossover sous-compact construit par General Motors depuis 2012. D'abord basé sur l'Opel Mokka, il s’agit du premier SUV sous-compact de Buick.

## Première génération (2013 - )

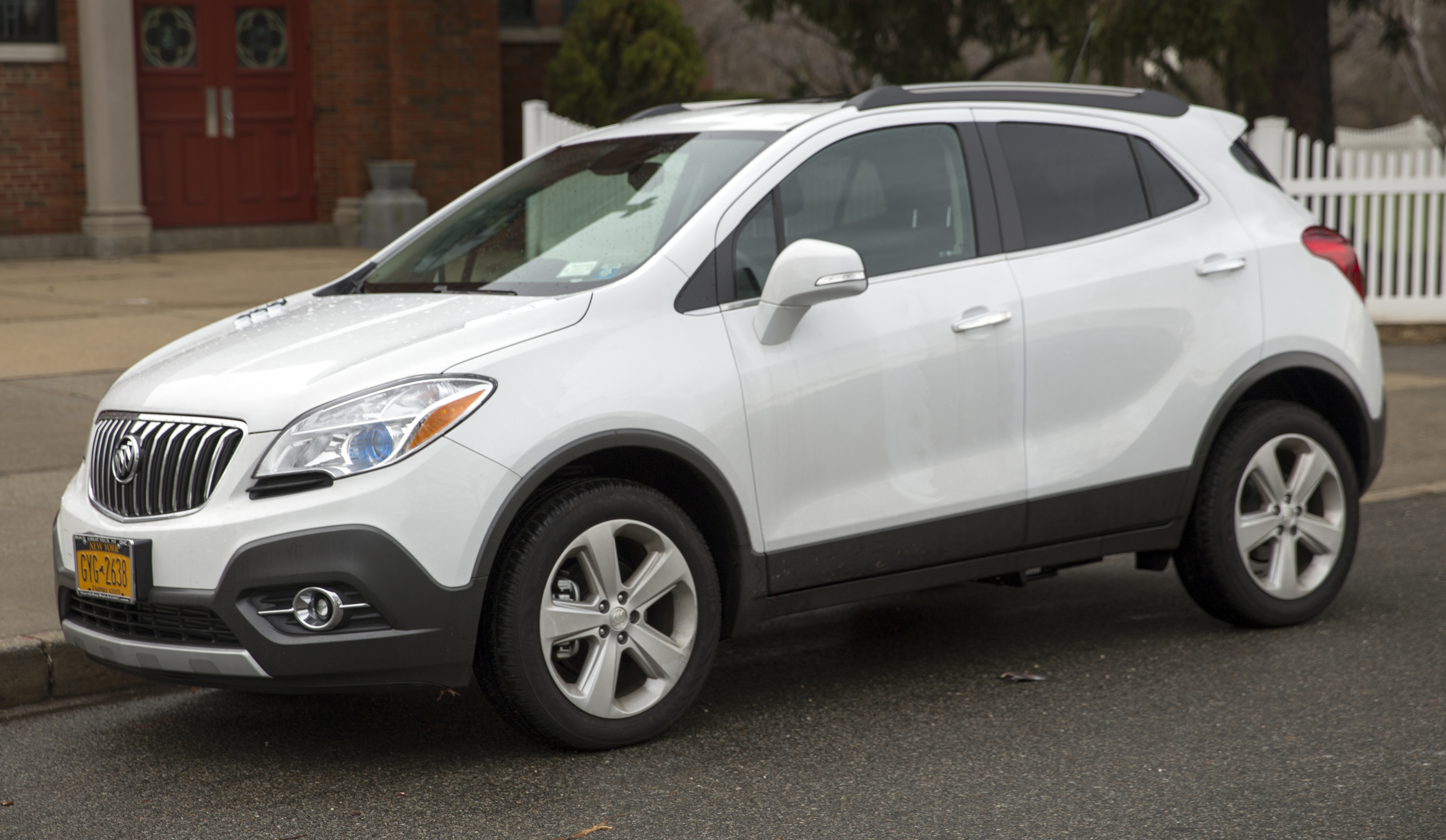
Buick Encore de 2016.

La Buick Encore de première génération est la version nord-américaine de l’Opel Mokka. EIIe est aussi exportée vers Ia Chine. La première génération de l'Encore est présentée au North American International Auto Show 2012 à Détroit le 10 janvier 2012, et est commercialisé fin 2012. Elle est disponible en traction et en traction intégraIe.

## Deuxième génération (2020-)
La Buick Encore de deuxième génération a été dévoilée aux côtés de la Buick Encore GX lors du Salon de l’auto de Shanghai 2019. Elle est disponible avec soit un moteur à essence turbo de 1,0 litre en ligne de 3 cylindres produisant 123 ch ou un moteur à essence turbo 3 cylindres de 1,3 litre produisant 162 ch.
L’Encore de deuxième génération ne sera pas exportée vers l’Amérique du Nord, puisqu’elle utilise la plate-forme GEM destinée aux marchés émergents. La première génération continuera d’être vendue en Amérique du Nord à la place, sauf au Mexique où elle a été remplacée par l’Encore GX.